# فيولا ديزموند
فيولا ديزموند (بالإنجليزية: Viola Desmond)‏ هي مدافعة عن الحقوق المدنية كندية، ولدت في 6 يوليو 1914 في History of Halifax, Nova Scotia ‏ في كندا، وتوفيت في 7 فبراير 1965 في نيويورك في الولايات المتحدة.

## وصلات خارجية
- فيولا ديزموند على موقع الموسوعة البريطانية (الإنجليزية)